# Franz Pauly

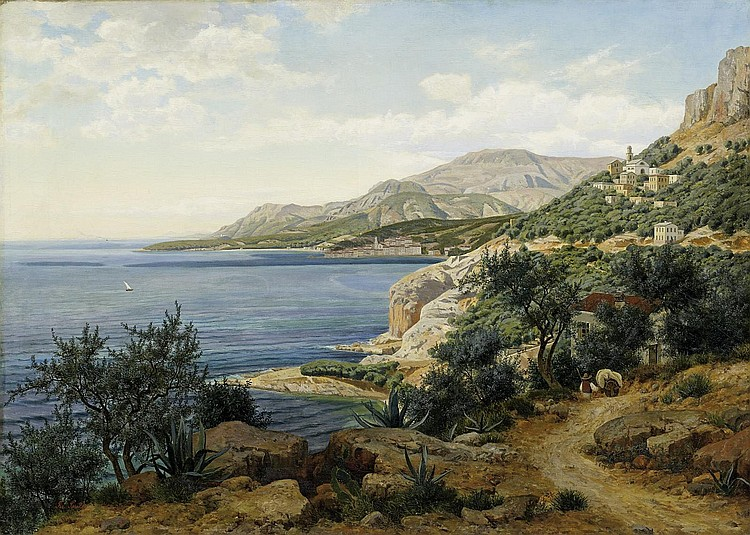
An der italienischen Küste

Franz Pauly (* 18. Dezember 1837 in Sankt Aldegund, Rheinprovinz; † 21. März 1913 in Düsseldorf) war ein deutscher Landschaftsmaler der Düsseldorfer Schule.

## Leben
Pauly, Sohn des Sankt Aldegunder Winzers, Weinhändlers und Gastwirts P. Philipp Pauly und dessen Frau Maria Marg, besuchte die Kunstakademie Düsseldorf von 1860 bis 1863. Dort war er Schüler von Hans Fredrik Gude und Oswald Achenbach. In der Landschafterklasse Achenbachs weilte er 1862/1863. Der aus Graach an der Mosel gebürtige Johann Velten, der in den 1830er Jahren an der Düsseldorfer Akademie studiert hatte, war Paulys Malerfreund.

## Werke (Auswahl)
Pauly malte Landschaften, an Rhein und Mosel, in der Schweiz sowie in Italien. Hauptberuflich beendete er 1871 seine Malerei, um anschließend als Weinhändler in seinem Heimatort tätig zu sein.
- Bachlauf im Wald, Düsseldorf 1860
- Bootshaus und kleine Angler am Vierwaldstättersee, 1862
- Seidene Vereinsfahne mit dem Bild der Heiligen Cäcilia und der Darstellung Von Aldegund mit der Post nach Alf, 1862/1863[2]
- Ansicht von Zeltingen-Rachtig
- An der ligurischen Küste
- Alken an der Mosel